# 가필드

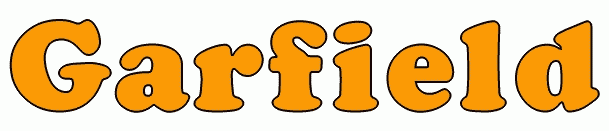

《가필드》(Garfield)는 미국의 만화가 짐 데이비스가 제작한 연재만화로, 고양이 가필드, 반려견 오디, 이들의 주인 존 아버클의 이야기를 다루고 있다. 1978년 6월 19일부터 현재까지 연재되고 있다. 큰 인기를 끌면서 TV 애니메이션, 영화, 캐릭터 상품 등이 많이 만들어져왔다.

## 캐릭터
- 가필드(최초 등장: 1978년 6월 19일)

가필드(Garfield)는 이 연재만화의 주인공으로, 게으르며 비만에 오렌지색의 뚱뚱한 고양이이다. 먹는 것과 자는 것 등을 좋아하며, 월요일, 거미를 싫어한다. 가필드라는 이름은 짐 데이비스의 할아버지의 이름 제임스 가필드 데이비스에서 따온 것이다.
- 존 아버클(최초 등장: 1978년 6월 19일)

조너선 Q. 아버클(Jonathan Q. Arbuckle)은 가필드의 주인이다. 1951년 7월 28일생이며, 사회 기술이 부족하여 여자와 데이트 하는 데에도 종종 실패한다.
- 오디(최초 등장: 1978년 8월 8일)

오디(Odie)는 존의 반려견이다(정확히는 존의 친구인 라이만의 것이지만, 그는 가필드의 열 번째 생일 이후 18년 동안 등장하지 않았다). 노란 몸과 긴 귀를 가진 비글이다.

## 작품

### 극장판 영화
- 《가필드》(2004년)
- 《가필드 2》(2006년)
- 《가필드》(2024년)

### 비디오 영화
- 《가필드 겟츠 리얼》(2007년)
- 《가필드 마법의 샘물》(2008년)
- 《가필드 펫 포스 3D》(2009년)